# Епоха Стурлунґів

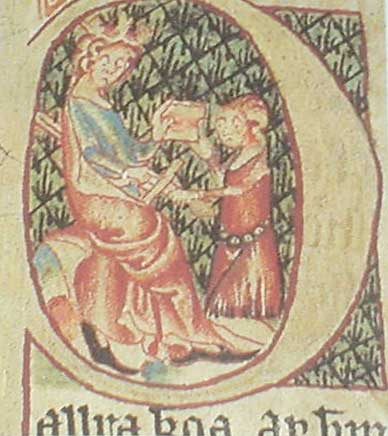
Чоловік присягає на вірність королю Норвегії. Мініатюра зі Skarðsbók.

Епоха Стурлунґів (ісл. Sturlungaöld) — так називають 42-44-річний період внутрішньої боротьби в сер. 13 ст. в Ісландії, найбільш кривавий та жорстокий період в історії країни. Його задокументовано в Sturlunga saga.
В цей період тривали конфлікти між наймогутнішими кланами на чолі з вождями (ґодар, goðar). Назва епохи походить від імені найсильнішого клану того часу — Стурлунґів. Епоха завершилася тим, що Ісландська Вільна держава припинила існування, а Ісландія стала васалом Норвегії. 
Більшість істориків називають початком епохи 1220 рік, втім деякі називають ранішу дату, пов'язану із битвою Відінів. Влада в країні зосередилася в руках кількох кланів:
- Гаукдайлір (Haukdælir)
- Оддавер'яр (Oddaverjar)
- Асбірнінґар (Ásbirningar)
- Ватнсфірдірґи (Vatnsfirðingar)
- Світфетлінґи (Svínfellingar)
- Стурлунґи (Sturlungar)

В цей час король Норвегії Хокон IV намагався поширити свій вплив на Ісландію. Багато ісландських вождів стали його васалами й були зобов'язані виконувати його накази, в обмін на те що отримували подарунки, послідовників та статус. Врешті-решт, усі ісландські вожді так чи інакше потрапили під вплив короля Норвегії.